# 都铎玫瑰

英格兰都铎玫瑰

都鐸玫瑰 （英语：Tudor rose），有时被称为英格兰玫瑰（English Rose），是英格兰传统纹章，其名源自都铎王朝。

## 起源
当英格兰国王亨利七世通过战争夺取了理查三世的王位时，也使得兰开斯特家族（纹章为红玫瑰）与约克家族（纹章为白玫瑰）之间的玫瑰战争终止。亨利七世的父亲埃德蒙·都铎来自里士满家族，母亲玛格丽特·博福特来自兰开斯特家族，他本人迎娶了约克的伊丽莎白，集争斗各方于一家。
由于他的婚姻，亨利采取了将约克的白玫瑰与兰开斯特的红玫瑰结合在一起的都铎玫瑰徽章。都铎玫瑰偶尔也用红白玫瑰分开垂直排列的样式。 都铎玫瑰更常见的样式是一个白色在红色上面的双色玫瑰。

### 历史上的使用

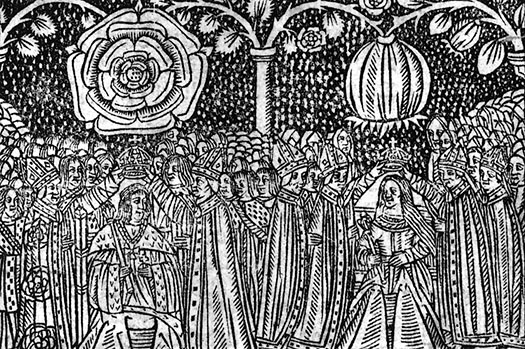
16世纪的木版画：亨利八世与阿拉贡的凯瑟琳的即位典礼，显示了他们的徽章——都铎玫瑰与石榴。

在亨利八世统治时期，温切斯特堡的“圆桌”（Round Table at Winchester Castle）被重新画过。新画的计划裡就包括了在中央的都铎玫瑰。
都铎玫瑰的纹章还有“减去枝茎并与王冠结合”的样式，就是在在王冠下有茎叶的玫瑰。这个样式在尼古拉斯·希利亚德那幅被称为《鵜鶘肖像》的伊丽莎白一世肖像作品中出现。
都铎玫瑰有时候也以二分的形式表现，即分开一半与另外一个徽章组成一个新的徽章。1511年威斯敏斯特錦標賽卷有一个亨利八世和他的妻子阿拉贡的凯瑟琳的徽章是去掉茎枝的都铎玫瑰与凯瑟琳的个人徽章石榴结合的样式。英格兰国王詹姆斯一世，同时也是苏格兰国王詹姆斯六世用二分的都铎玫瑰与蓟作为徽章并置于王冠上。这个玫瑰由颜色重叠的涂层组成，是一件值得注意的物品，它打破了纹章学的第一規則。

### 现代应用
都铎玫瑰被用作英格兰的植物徽章，苏格兰、爱尔兰及威尔士则分别使用蓟、白三叶草、黄水仙作为纹章。它们今天都能在伦敦塔的守卫的制服上看到。它也是英国二十便士硬币及英國皇家徽章的图案。它也很巧妙的体现在加拿大國徽上。
它还作为英國旅遊局的符号而著名，还有一种葡萄酒的名字叫都铎玫瑰。

## 圖集

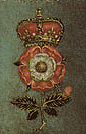
伊丽莎白一世的肖像画鵜鶘肖像（英语：Pelican Portrait）上的都铎玫瑰
伦敦塔守卫的徽章